# Fédération de football de Bonaire
La Fédération de Football de Bonaire (en dialecte local : Federashon di Futbol Boneriano) est une association sportive qui gère les clubs et les compétitions de football à Bonaire dans les anciennes Antilles néerlandaises.
La « FFB » a été fondée en 1961, n'est pas affiliée à la FIFA, mais elle est membre de l'Union caribéenne de football (CFU) et de la CONCACAF depuis le 19 avril 2013.
Cette fédération est soutenue par la Fédération néerlandaise (KNVB) qui souhaite favoriser son développement. Des terrains synthétiques flambant neufs sont en cours d'aménagement en 2013 .